# 石龙头

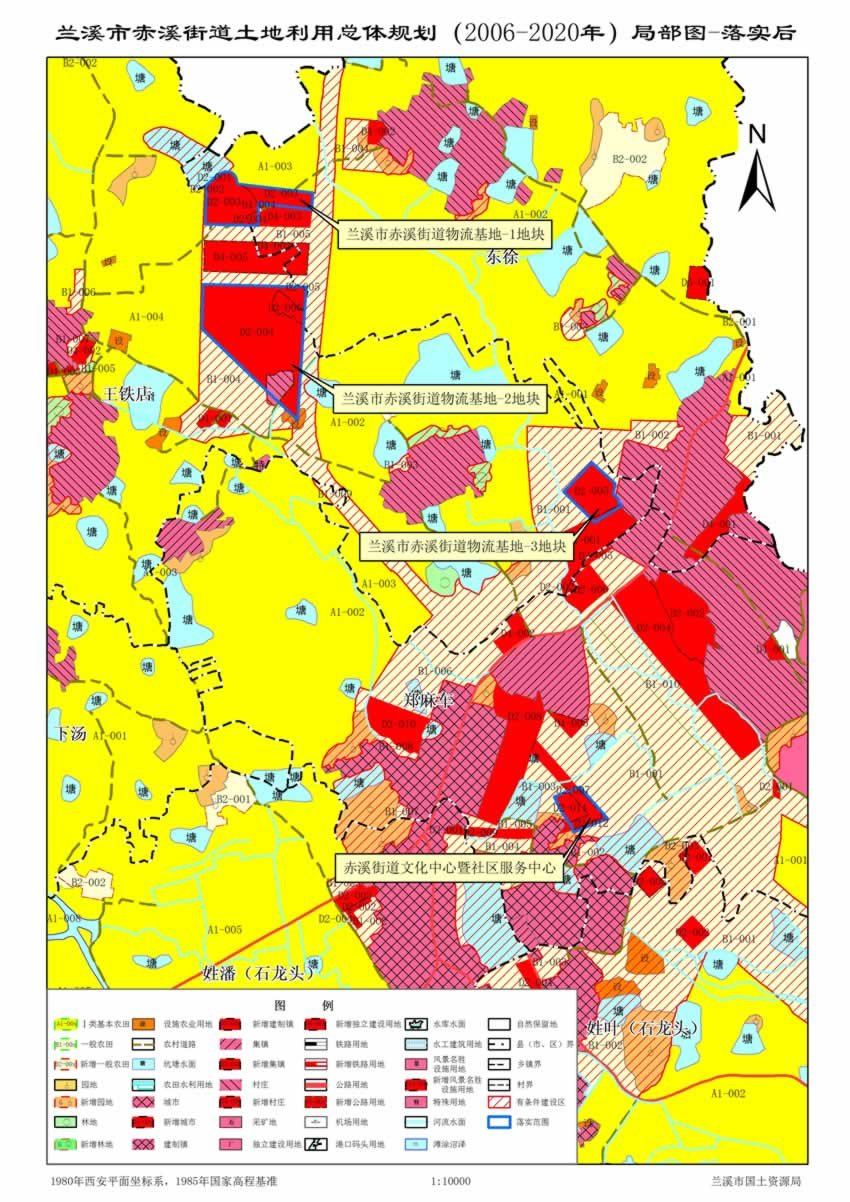
赤溪街道土地利用总体规划(2006-2020)石龙头局部图-落实后

石龙头，古名尽龙头，位于浙江省金华市兰溪市赤溪街道中部，为赤溪街道办事处所在地。“石龙头”并非正式行政规划区域名称，而是当地居民对处于街道办事处、位于交通枢纽节点的经济较为发达地区的称呼。

## 历史
村名来源由“村在尽龙山之端，故名尽龙头。后因其山多石，通称石龙头”可知。《潘氏宗谱》（乾隆三十一年，1766年）中《石龙山记》称：“顾其所称石龙，初未知何义，或曰是山也，蜿蜒起伏，有龙盘之象，故称龙焉；或又曰其山多石，磊磊落落，层耸而上，故益之以石焉”。

## 区划
石龙头包括了赤溪街道所辖23个行政村中的三个村落：姓潘、姓叶、郑麻车。

## 误会
由于约定俗成的称呼，致使不少人误以为石龙头为行政村名称，某些官方文件中亦称“街道办事处设于石龙头”，严格说来措辞不当。城乡巴士路线中亦以石龙头作为姓潘村、赤溪新区乃至于赤溪街道的代名词。但县级公路规划方面则使用标准的行政规划名称赤溪。赤溪街道主要的公共机构基本上都设在石龙头，如赤溪中心学校，赤溪中心医院，赤溪街道办事处，兰溪市农村信用合作社，中国电信，加油站，以及其它主要的餐饮娱乐设施；该区域城镇化已初具规模。